# Steve Lovell
Steve Lovell est un footballeur anglais né le 6 décembre 1980 à Amersham.

## Vie privée
Steve Lovell a été le compagnon de la chanteuse écossaise Amy Macdonald de 2008 jusqu'en 2012.